# Roy Buchanan Sutherland
Roy Buchanan Sutherland, avstralski general in vojaški inženir, * 24. oktober 1897, † 28. september 1943.